# Nanfadima Magassouba
Nanfadima Magassouba est une militante des droits des femmes et femme politique guinéenne. Elle a été à la tête de la Coalition nationale de Guinée pour les droits et la citoyenneté des femmes (CONAG-DCF) et, depuis 2013, elle est membre de l'Assemblée nationale de Guinée.

## Biographie
Nanfadima Magassouba est née dans la préfecture de Koundara. Elle travaille avec des syndicats et des groupes communautaires pendant trois décennies, puis elle devient présidente de la CONAG-DCF. Sous la direction de Magassouba, la CONAG est devenue cheffe de file dans la lutte pour les droits des femmes et a été reconnue comme un groupe consultatif auprès des Nations unies.
Aux élections de 2013, elle est élue membre de l'Assemblée nationale pour le Rassemblement du peuple guinéen (RPG). Elle devient ministre de la Solidarité nationale et de la Promotion de la femme et de l'Enfant. Elle soutient Alpha Condé à Koundara pour l'élection présidentielle guinéenne de 2015, qu'il remporte. Magassouba est toujours une militante du RPG à Koundara. En juin 2016, elle est nommée pour succéder à Mamady Diawara à la présidence de la commission des délégations du RPG Rainbow Alliance.
En mai 2017, Nanfadima Magassouba participe au 4e Forum des dirigeants politiques africains à l'université Yale.
Nanfadima Magassouba est présidente du réseau des femmes parlementaires jusqu'en juillet 2016, lorsqu'elle est remplacée par Fatoumata Binta Diallo de l'Union des forces démocratiques de Guinée. Le 29 décembre 2018, avec les 26 femmes parlementaires, Nanfadima Magassouba refuse d'approuver les révisions du Code civil qui légalisent la polygamie, laquelle était interdite depuis 1968. Elle déclare : « Son interdiction avait été arrachée de haute lutte par nos mères, nos tantes et nos grands-mères. Il n’est pas question de revenir sur ces acquis. Nous voulons avancer ».